# Ivy League
Ivy League (slovensko: Bršljanova liga) je športno združenje osmih zasebnih univerz iz severovzhodnih ZDA. Ker združuje nekatere od najprestižnejših in najpremožnejših akademskih ustanov na svetu, je ime lige danes sopomenka za akademsko odličnost, selektivnost in elitizem.
Ivy League sestavljajo Univerza Brown, Univerza Columbia, Univerza Cornell, Kolidž Dartmouth, Univerza Harvard, Univerza Princeton, Univerza Pensilvanije in Univerza Yale.